# Tẩu hỏa nhập ma
Tẩu hỏa nhập ma (chữ Hán:走火入魔) là một dạng tai biến trong quá trình tập luyện một phương pháp nào đó không đúng phương pháp khoa học dẫn đến hiện tượng tâm thần hoang tưởng dần dần sẽ trở nên điên dại, đồng thời sức khỏe sẽ giảm sút. Tẩu hỏa nhập ma là thuật ngữ được một số chuyên gia y học công nhận là rối loạn tâm sinh lý, song đến nay vẫn gây nhiều tranh cãi.